# Várzea Branca
Várzea Branca is een gemeente in de Braziliaanse deelstaat Piauí. De gemeente telt 5.338 inwoners (schatting 2009).